# Duilius arcufera
Duilius arcufera är en insektsart som först beskrevs av Puton 1884.  Duilius arcufera ingår i släktet Duilius och familjen kilstritar.
Artens utbredningsområde är Algeriet. Inga underarter finns listade i Catalogue of Life.